# Chaetosciara longicalcaris
Chaetosciara longicalcaris är en tvåvingeart som beskrevs av Shah Mashood Alam 1989. Chaetosciara longicalcaris ingår i släktet Chaetosciara och familjen sorgmyggor. Inga underarter finns listade i Catalogue of Life.